# Гросрюкерсвальде
Гросрюкерсвальде (нім. Großrückerswalde) — громада в Німеччині, розташована в землі Саксонія. Входить до складу району Рудні Гори.
Площа — 26,69 км2. Населення становить 3353 ос. (станом на 31 грудня 2020).